# Bobslæde under vinter-OL 2014
Bobslæde under vinter-OL 2014 blev afviklet på Sankibanen i perioden 16. til 23. februar 2014. Der var konkurrencer i tre øvelser, toer- og firerbob for mænd og toerbob for kvinder.

## Program
| Dato        | Tid   | Øvelse                      |
| ----------- | ----- | --------------------------- |
| 16. februar | 18:30 | Toer-bob mænd løb 1 og 2    |
| 17. februar | 18:45 | Toer-bob mænd løb 3 og 4    |
| 18. februar | 20:15 | Toer-bob kvinder løb 1 og 2 |
| 19. februar | 20:15 | Toer-bob kvinder løb 3 og 4 |
| 22. februar | 20:00 | Firer-bob mænd løb 1 og 2   |
| 23. februar | 13:30 | Firer-bob mænd løb 3 og 4   |

Alle tider er lokale (UTC+4).

## Medaljevindere
| Disciplin         | Guld                                                                                        | Guld    | Sølv                                                                                   | Sølv    | Bronze                                                                             | Bronze  |
| ----------------- | ------------------------------------------------------------------------------------------- | ------- | -------------------------------------------------------------------------------------- | ------- | ---------------------------------------------------------------------------------- | ------- |
| Toerbob – mænd    | Rusland (RUS) · Aleksandr Zubkov · Aleksej Vojevoda                                         | 3:45,39 | Schweiz (SUI) · Beat Hefti · Alex Baumann                                              | 3:46,05 | USA (USA) · Steven Holcomb · Steven Langton                                        | 3:46,27 |
| Toerbob – kvinder | Canada (CAN) · Kaillie Humphries · Heather Moyse                                            | 3:50,61 | USA (USA) · Elana Meyers · Lauryn Williams                                             | 3:50,71 | USA (USA) · Jamie Greubel · Aja Evans                                              | 3:51,61 |
| Firerbob          | Rusland (RUS) · Aleksandr Zubkov · Dmitrij Trunenkov · Aleksej Negodajlo · Aleksej Vojevoda | 3:40,60 | Letland (LAT) · Oskars Melbārdis · Arvis Vilkaste · Daumants Dreiškens · Jānis Strenga | 3:40,69 | USA (USA) · Steven Holcomb · Steven Langton · Curtis Tomasevicz · Christopher Fogt | 3:40,99 |

## Medaljer
| Placering | Land          | Guld | Sølv | Bronze | Total |
| --------- | ------------- | ---- | ---- | ------ | ----- |
| 1         | Canada (CAN)  | 1    | 0    | 0      | 1     |
| 2         | USA (USA)     | 0    | 1    | 3      | 4     |
| 3         | Letland (LAT) | 0    | 1    | 0      | 1     |
| 3         | Schweiz (SUI) | 0    | 1    | 0      | 1     |
|           | Total         | 1    | 3    | 3      | 7     |